# Lijst van bekende jeugdige personen
Dit is een lijst van personen die vóór hun 18e levensjaar bekend zijn geworden.
Alleen personen met een eigen artikel zijn opgenomen in deze lijst. Niet opgenomen zijn:
- Personen die enkel bekend zijn geworden door hun dood (bijvoorbeeld Marietje Kessels)
- Personen die enkel bekend zijn geworden als slachtoffer van een misdrijf (bijvoorbeeld Sabine Dardenne)
- Personen die enkel bekend zijn geworden als troonopvolger (bijvoorbeeld Prinses Amalia)
- Fictieve personen (bijvoorbeeld Pietje Bell)

## Bekende baby's (0-1 jaar)
| Naam                 | Geb.       | Nationaliteit | Bekend als                         | Wapenfeit |
| -------------------- | ---------- | ------------- | ---------------------------------- | --- |
| Alexander IV         | 323 v.Chr. | Macedonisch   | Koning van Macedonië               | Werd bij zijn geboorte koning van Macedonië. Hij werd echter op ± 12-jarige leeftijd vermoord.                                                     |
| Alfons XI            | 1311       | Castiliaans   | Koning van Castilië en León        | Werd op ± 1-jarige leeftijd koning van Castilië en León.                                                                                           |
| Alfons XIII          | 1886       | Spaans        | Koning van Spanje                  | Werd bij zijn geboorte koning van Spanje. |
| Louise Brown         | 1978       | Brits         | Reageerbuisbaby                    | Was de eerste baby die ter wereld kwam via In-vitrofertilisatie.                                                                                   |
| Foead II             | 1952       | Egyptisch     | Koning van Egypte                  | Werd met 6 maanden koning van Egypte. Hij werd echter een jaar later onttroond.                                                                    |
| Chödrag Gyatso       | 1454       | Tibetaans     | 7e Gyalwa karmapa                  | Werd met 9 maanden aangewezen als de reïncarnatie van Thongwa Dönden.                                                                              |
| Khädrub Gyatso       | 1838       | Tibetaans     | 11e dalai lama                     | Werd op ± 1-jarige leeftijd aangewezen als de reïncarnatie van Tsültrim Gyatso. Op 17-jarige leeftijd overleed hij onder verdachte omstandigheden. |
| Hendrik VI           | 1421       | Engels        | Koning van Engeland                | Werd met 8 maanden koning van Engeland. |
| Jacobus V            | 1512       | Schots        | Koning van Schotland               | Werd op 1-jarige leeftijd koning van Schotland. |
| Jacobus VI           | 1566       | Schots        | Koning van Schotland               | Werd op 1-jarige leeftijd koning van Schotland. |
| Jan I                | 1316       | Frans         | Koning van Frankrijk en Navarra    | Werd bij zijn geboorte koning van Frankrijk en Navarra. Hij overleed echter na vier dagen onder mysterieuze omstandigheden.                        |
| Johan II             | 1405       | Castiliaans   | Koning van Castilië en León        | Werd op 1-jarige leeftijd koning van Castilië en León.                                                                                             |
| Johanna I            | 1273       | Navarrees     | Koningin van Navarra               | Werd op ± 1-jarige leeftijd koningin van Navarra.                                                                                                  |
| Die Kleine Elisabeth | ± 1959     | Duits         | Babbelende baby                    | Brabbelde op ± 1-jarige leeftijd mee op Ralf Bendix' Babysitter-Boogie.                                                                            |
| Manar Maged          | 2004       | Egyptisch     | Kind met een bijzondere aandoening | Werd geboren met twee hoofdjes. Overleed op 1-jarige leeftijd.                                                                                     |
| Maria I              | 1542       | Schots        | Koningin van Schotland             | Werd 6 dagen na haar geboorte koningin van Schotland.                                                                                              |

## Bekende peuters (2-3 jaar)
| Naam                    | Geb.      | Nationaliteit | Bekend als                | Wapenfeit |
| ----------------------- | --------- | ------------- | ------------------------- | --- |
| Aelita Andre            | 2007      | Australisch   | Kunstschilder             | Brak reeds op 2-jarige leeftijd internationaal door.                                                                         |
| Alfons VIII             | 1155      | Castiliaans   | Koning van Castilië       | Werd op 2-jarige leeftijd koning van Castilië.                                                                               |
| Filips de Schone        | 1478      | Nederlands    | o.a. Hertog van Luxemburg | Werd op 3-jarige leeftijd o.a. hertog van Luxemburg.                                                                         |
| Guangxu                 | 1871      | Chinees       | Keizer van China          | Werd op 3-jarige leeftijd keizer van China.                                                                                  |
| Sönam Gyatso            | 1543      | Tibetaans     | 3e dalai lama             | Werd op ± 3-jarige leeftijd aangewezen als de reïncarnatie van Gendün Gyatso.                                                |
| Tenzin Gyatso           | 1935      | Tibetaans     | 14e dalai lama            | Werd op 2-jarige leeftijd aangewezen als de reïncarnatie van Thubten Gyatso.                                                 |
| Trinley Gyatso          | 1857      | Tibetaans     | 12e dalai lama            | Werd op 3-jarige leeftijd aangewezen als de reïncarnatie van Khädrub Gyatso.                                                 |
| Miko Hughes             | 1986      | Amerikaans    | Acteur                    | Debuteerde op 3-jarige leeftijd in 1989 in de film Pet Sematary.                                                             |
| Isabella II             | 1830      | Spaans        | Koningin van Spanje       | Werd op 2-jarige leeftijd koningin van Spanje.                                                                               |
| Karel II                | 1661      | Spaans        | Koning van Spanje         | Werd op 3-jarige leeftijd koning van Spanje.                                                                                 |
| Corrina Konijnenburg    | 1964      | Nederlands    | Zangeres                  | Werd op 3-jarige leeftijd bekend door haar optreden in Bij Dorus Op Schoot, waarin ze Poesje Mauw zong.                      |
| Ladislaus III           | 1201      | Hongaars      | Koning van Hongarije      | Werd op ± 3-jarige leeftijd koning van Hongarije. Hij vluchtte een jaar later met zijn moeder naar Wenen, waar hij overleed. |
| Michael III             | 839       | Byzantijns    | Keizer van Byzantium      | Werd op 2-jarige leeftijd keizer van Byzantium.                                                                              |
| Ptolemaeus XV Caesarion | 47 v.Chr. | Egyptisch     | Farao                     | Werd op 3-jarige leeftijd farao. Op 17-jarige leeftijd werd hij vermoord in opdracht van keizer Augustus.                    |
| Xuantong                | 1905      | Chinees       | Keizer van China          | Werd op 3-jarige leeftijd keizer van China.                                                                                  |

## Bekende kleuters (4-6 jaar)
| Naam                    | Geb. | Nationaliteit | Bekend als                       | Wapenfeit |
| ----------------------- | ---- | ------------- | -------------------------------- | --- |
| Arcadius                | 377  | Romeins       | Romeins keizer                   | Werd op ± 6-jarige leeftijd medekeizer van Rome naast zijn vader Theodosius I. |
| Judith Barsi            | 1978 | Amerikaans    | Actrice                          | Acteerde op 5-jarige leeftijd in de film Fatal Vision. Ze werd op 10-jarige leeftijd doodgeschoten door haar vader.                                                                   |
| Christina               | 1626 | Zweeds        | Koningin van Zweden              | Werd op 6-jarige leeftijd koningin van Zweden. |
| Düdül Dorje             | 1733 | Tibetaans     | 13e Gyalwa karmapa               | Werd op 4-jarige leeftijd aangewezen als de reïncarnatie van Changchub Dorje. |
| Rangjung Dorje          | 1284 | Tibetaans     | 3e Gyalwa karmapa                | Werd op 5-jarige leeftijd aangewezen als de reïncarnatie van Karma Pakshi. |
| Trinley Thaye Dorje     | 1983 | Tibetaans     | 17e Gyalwa karmapa               | Werd op 5-jarige leeftijd door Shamar Rinpoche aangewezen als de reïncarnatie van Rangjung Rigpey Dorje. Over deze aanwijzing bestaat echter controverse.                             |
| Sarah Michelle Gellar   | 1977 | Amerikaans    | Actrice en entrepeneur           | Figureerde op 4-jarige leeftijd in een reclamespotje voor Burger King en debuteerde op 6-jarige leeftijd in de tv-film An Invasion of Privacy.                                        |
| Chökyi Gyaltsen         | 1938 | Tibetaans     | 10e pänchen lama                 | Werd op 6-jarige leeftijd aangewezen als de reïncarnatie van Thubten Chökyi Nyima. |
| Jampäl Gyatso           | 1758 | Tibetaans     | 8e dalai lama                    | Werd op 4-jarige leeftijd aangewezen als de reïncarnatie van Kälsang Gyatso. |
| Jacobus II              | 1430 | Schots        | Koning van Schotland             | Werd op 6-jarige leeftijd koning van Schotland. |
| Ladislaus V             | 1440 | Hongaars      | Koning van Hongarije en Bohemen  | Werd op 4-jarige leeftijd koning van Hongarije en op 13-jarige leeftijd koning van Bohemen. Op 17-jarige leeftijf vluchtte hij naar Praag, waar hij overleed.                         |
| Leo II                  | 467  | Byzantijns    | Keizer van Byzantium             | Werd op ± 6-jarige leeftijd keizer van Byzantium. Hij overleed echter na tien maanden.                                                                                                |
| Lodewijk XIV            | 1638 | Frans         | Koning van Frankrijk             | Werd op 4-jarige leeftijd koning van Frankrijk. |
| Lodewijk XV             | 1710 | Frans         | Koning van Frankrijk             | Werd op 5-jarige leeftijd koning van Frankrijk. |
| Michael                 | 1921 | Roemeens      | Koning van Roemenië              | Werd op 5-jarige leeftijd koning van Roemenië. |
| Wolfgang Amadeus Mozart | 1756 | Oostenrijks   | Componist                        | Componeerde op 5-jarige leeftijd zijn eerste werk. |
| Gendün Chökyi Nyima     | 1989 | Chinees       | 11e pänchen lama                 | Werd op 6-jarige leeftijd aangewezen door Tenzin Gyatso als de reïncarnatie van Chökyi Gyaltsen. Over deze aanwijzing bestaat echter controverse. Twee weken later werd hij ontvoerd. |
| Heather O'Rourke        | 1975 | Amerikaans    | Actrice                          | Acteerde op 6-jarige leeftijd in de film Poltergeist. Ze overleed op 12-jarige leeftijd aan een darmaandoening.                                                                       |
| Peter II                | 1825 | Braziliaans   | Keizer van Brazilië              | Werd op 6-jarige leeftijd keizer van Brazilië. |
| Gyancain Norbu          | 1990 | Chinees       | 11e pänchen lama                 | Werd op 5-jarige leeftijd aangewezen door Sengchen Lobsang Gyaltsen als de reïncarnatie van Chökyi Gyaltsen. Over deze aanwijzing bestaat echter controverse.                         |
| Willow Smith            | 2000 | Amerikaans    | Actrice                          | Acteerde op 6-jarige leeftijd met haar vader Will Smith in haar debuutfilm I Am Legend. De film werd in december 2007 uitgebracht toen Smith 7 jaar was.                              |
| Shirley Temple          | 1928 | Amerikaans    | Actrice                          | Won op 6-jarige leeftijd een Oscar voor haar acteerprestaties in 1934. |
| Shunzhi                 | 1644 | Mantsjoes     | Keizer van Mantsjoerije en China | Werd op 5-jarige leeftijd keizer van Mantsjoerije. Op 6-jarige leeftijd werd hij keizer van China, na de overwinning op de Ming-dynastie.                                             |
| Connie Talbot           | 2000 | Engels        | Zangeres                         | Was als 6-jarige in 2007 verliezend finalist in Britain's Got Talent. |
| Tongzhi                 | 1861 | Chinees       | Keizer van China                 | Werd op 5-jarige leeftijd keizer van China. |
| Valentinianus II        | 371  | Romeins       | Romeins keizer                   | Werd op 4-jarige leeftijd medekeizer van Rome naast zijn broer Gratianus. |
| Valentinianus III       | 419  | Romeins       | Romeins keizer                   | Werd op 6-jarige leeftijd Romeins keizer |

## Bekende schoolkinderen (7-12 jaar)
| Naam                          | Geb.          | Nationaliteit  | Bekend als                                      | Wapenfeit |
| ----------------------------- | ------------- | -------------- | ----------------------------------------------- | --- |
| Aïsja                         | ± 613         | Arabisch       | Echtgenote van Mohammed                         | Trouwde waarschijnlijk op 9-jarige leeftijd met de profeet Mohammed. |
| Alexius II                    | 1169          | Byzantijns     | Keizer van Byzantium                            | Werd op 11-jarige leeftijd keizer van Byzantium. Op 14-jarige leeftijd werd hij vermoord.                                                                               |
| Victor van Aveyron            | ± 1790        | Frans          | Wolfskind                                       | Werd op 8 januari 1800 ontdekt en gevangengenomen door drie jagers. |
| Bảo Đại                       | 1913          | Vietnamees     | Keizer van Vietnam                              | Werd op 12-jarige leeftijd keizer van Vietnam. |
| Drew Barrymore                | 1975          | Amerikaans     | Actrice                                         | Werd op 7-jarige leeftijd bekend door haar rol in E.T. |
| Björk                         | 1965          | IJslands       | Zangeres                                        | Nam op 11-jarige leeftijd haar debuutalbum Björk op uit 1977. In 1993 kwam haar eerste Europese album Debut uit.                                                        |
| Boudewijn V                   | 1177          | Jeruzalems     | Koning van Jeruzalem                            | Werd op ± 8-jarige leeftijd koning van Jeruzalem. Hij overleed echter na een jaar.                                                                                      |
| Caracalla                     | 188           | Romeins        | Romeins keizer                                  | Werd op ± 10-jarige leeftijd medekeizer van Rome naast zijn vader Septimius Severus.                                                                                    |
| Christiaan IV                 | 1577          | Deens          | Koning van Denemarken                           | Werd op 11-jarige leeftijd koning van Denemarken. |
| Jennifer Connelly             | 1970          | Amerikaans     | Actrice en model                                | Werd op 12-jarige leeftijd gecast voor de maffiafilm Once Upon a Time in America (1984). Deed modellenwerk vanaf haar 10e.                                              |
| Constantijn VI                | 771           | Byzantijns     | Keizer van Byzantium                            | Werd op 9-jarige leeftijd keizer van Byzantium. |
| Constantijn VII               | 905           | Byzantijns     | Keizer van Byzantium                            | Werd op 7-jarige leeftijd keizer van Byzantium. |
| Macaulay Culkin               | 1980          | Amerikaans     | Acteur                                          | Speelde op 10-jarige leeftijd de hoofdrol in Home Alone. |
| Diadumenianus                 | 208           | Romeins        | Romeins keizer                                  | Werd op ± 10-jarige leeftijd medekeizer van Rome naast zijn vader Macrinus. Zijn vader werd 23 dagen later vermoord en hijzelf iets daarna.                             |
| Dino                          | 1992          | Kroatisch      | Zanger                                          | Won op 11-jarige leeftijd het Junior Eurovisiesongfestival met Ti si moja prva ljubav.                                                                                  |
| Chöying Dorje                 | 1604          | Tibetaans      | 10e Gyalwa karmapa                              | Werd op 8-jarige leeftijd aangewezen als de reïncarnatie van Wangchug Dorje.                                                                                            |
| Khakyab Dorje                 | 1871          | Tibetaans      | 15e Gyalwa karmapa                              | Werd op 9-jarige leeftijd aangewezen als de reïncarnatie van Thegchog Dorje.                                                                                            |
| Orgyen Trinley Dorje          | 1985          | Tibetaans      | 17e Gyalwa karmapa                              | Werd op 7-jarige leeftijd door Tenzin Gyatso aangewezen als de reïncarnatie van Rangjung Rigpey Dorje. Over deze aanwijzing bestaat echter controverse.                 |
| Rangjung Rigpey Dorje         | 1924          | Tibetaans      | 16e Gyalwa karmapa                              | Werd op 8-jarige leeftijd aangewezen als de reïncarnatie van Khakyab Dorje.                                                                                             |
| Eduard V                      | 1483          | Engels         | Koning van Engeland                             | Werd op 12-jarige leeftijd koning van Engeland, maar werd na 2½ maand opgevolgd door zijn oom Richard.                                                                  |
| Eduard VI                     | 1537          | Engels         | Koning van Engeland                             | Werd op 9-jarige leeftijd koning van Engeland. |
| Erik III                      | 1382          | Pools          | Koning van Noorwegen                            | Werd op ± 7-jarige leeftijd koning van Noorwegen. |
| Ermesinde II                  | 1186          | Naams          | Gravin van Luxemburg                            | Werd op 10-jarige leeftijd gravin van Luxemburg. |
| Ethelred II                   | 968           | Engels         | Koning van Engeland                             | Werd op 10-jarige leeftijd koning van Engeland. |
| Ferdinand IV                  | 1285          | Castiliaans    | Koning van Castilië en León                     | Werd op 9-jarige leeftijd koning van Castilië en León. |
| Filips I                      | 1052          | Frans          | Koning van Frankrijk                            | Werd op 8-jarige leeftijd koning van Frankrijk. |
| Conny Froboess                | 1943          | Duits          | Zangeres                                        | Brak op 8-jarige leeftijd als Die Kleine Cornelia door met Pack die Badehose ein.                                                                                       |
| Géza II                       | 1130          | Hongaars       | Koning van Hongarije                            | Werd op ± 10-jarige leeftijd koning van Hongarije. |
| Maria Goretti                 | 1890          | Italiaans      | Rooms-katholiek Heilige                         | Werd op 11-jarige leeftijd met 14 messteken neergestoken. |
| Gratianus                     | 359           | Romeins        | Romeins keizer                                  | Werd op 8-jarige leeftijd medekeizer van Rome naast zijn vader Valentinianus I. Op 15-jarige leeftijd volgde hij hem op.                                                |
| Rupert Grint                  | 1988          | Engels         | Acteur                                          | Werd op 12-jarige leeftijd gecast voor de rol van Ron Wemel in de Harry Potter-films.                                                                                   |
| Hedwig                        | 1374          | Pools          | Koningin van Polen                              | Werd op 10-jarige leeftijd koningin van Polen. |
| Heintje                       | 1955          | Nederlands     | Zanger                                          | Brak op 12-jarige leeftijd door met Mamma. |
| Hendrik I                     | 1204          | Castiliaans    | Koning van Castilië                             | Werd op 10-jarige leeftijd koning van Castilië. Hij overleed 3 jaar later, nadat een dakpan op zijn hoofd viel.                                                         |
| Hendrik III                   | 1207          | Engels         | Koning van Engeland                             | Werd op 9-jarige leeftijd koning van Engeland. |
| Hendrik III                   | 1379          | Castiliaans    | Koning van Castilië en León                     | Werd op 11-jarige leeftijd koning van Castilië en León. |
| Honorius                      | 384           | Romeins        | Romeins keizer                                  | Werd op 8-jarige leeftijd medekeizer van Rome naast zijn vader Theodosius I. Op 10-jarige leeftijd werd hij keizer van het West-Romeinse Rijk.                          |
| Dimitri Ivanovitsj            | 1581          | Russisch       | Tsarevitsj                                      | Stierf op 10-jarige leeftijd. |
| Michael Jackson               | 1958          | Amerikaans     | Zanger (The Jackson 5)                          | Brak op 11-jarige leeftijd als lid van The Jackson 5 door met I want you back.                                                                                          |
| Jacobus I                     | 1394          | Schots         | Koning van Schotland                            | Werd op 11-jarige leeftijd koning van Schotland. |
| Jacobus III                   | ± 1451        | Schots         | Koning van Schotland                            | Werd op ± 9-jarige leeftijd koning van Schotland. |
| Jan I                         | 1284          | Hollands       | Graaf van Holland                               | Werd op ± 12-jarige leeftijd graaf van Holland. Hij overleed op 15-jarige leeftijd.                                                                                     |
| Johannes IV                   | 1251          | Byzantijns     | Keizer van Byzantium                            | Werd op 7-jarige leeftijd keizer van Byzantium. Hij werd op ± 10-jarige leeftijd blind gemaakt en gevangengenomen.                                                      |
| Johannes V                    | 1331          | Byzantijns     | Keizer van Byzantium                            | Werd op ± 10-jarige leeftijd keizer van Byzantium. |
| Nkosi Johnson                 | 1989          | Zuid-Afrikaans | Kinderrechtenactivist                           | Hield op 11-jarige leeftijd een toespraak tijdens de Internationale Aids-conferentie en zette zich in voor gelijke kansen voor kinderen met hiv of aids.                |
| Kangxi                        | 1654          | Chinees        | Keizer van China                                | Werd op 7-jarige leeftijd keizer van China. |
| Karel VI                      | 1368          | Frans          | Koning van Frankrijk                            | Werd op 12-jarige leeftijd koning van Frankrijk. |
| Karel IX                      | 1550          | Frans          | Koning van Frankrijk                            | Werd op ± 10-jarige leeftijd koning van Frankrijk. |
| Sergej Karjakin               | 1990          | Oekraïens      | Schaker                                         | Werd op 12-jarige leeftijd grootmeester. |
| Ladislaus IV                  | 1262          | Hongaars       | Koning van Hongarije                            | Werd op ± 10-jarige leeftijd koning van Hongarije. |
| Anna Lagerweij                | 2000          | Nederlands     | Zangeres                                        | Won op 10-jarige leeftijd met Senna Sitalsing in 2010 het Junior Songfestival en deed vervolgens mee aan Junior Eurovisiesongfestival 2010.                             |
| Kateryna Lahno                | 1989          | Oekraïens      | Schaakster                                      | Werd op 12-jarige leeftijd grootmeester. |
| Leopold III                   | 1740          | Pruisisch      | Vorst van Anhalt-Dessau                         | Werd op 10-jarige leeftijd vorst van Anhalt-Dessau. |
| Lindsay                       | 1994          | Belgisch       | Zangeres                                        | Nam op 11-jarige leeftijd deel aan het Junior Eurovisiesongfestival met Mes rêves.                                                                                      |
| Lodewijk II                   | 1377          | Frans          | Graaf van Provence en hertog van Anjou en Maine | Werd op ± 7-jarige leeftijd graaf van Provence en hertog van Anjou en Maine.                                                                                            |
| Lodewijk II                   | 1506          | Hongaars       | Koning van Hongarije en Bohemen                 | Werd op 9-jarige leeftijd koning van Hongarije en Bohemen. |
| Lodewijk IX                   | ± 1214        | Frans          | Koning van Frankrijk                            | Werd op ± 12-jarige leeftijd koning van Frankrijk. |
| Lodewijk XIII                 | 1601          | Frans          | Koning van Frankrijk                            | Werd op 8-jarige leeftijd koning van Frankrijk. |
| Maria II                      | 1819          | Portugees      | Koningin van Portugal                           | Werd op 7-jarige leeftijd koningin van Portugal. Twee jaar later werd ze afgezet door haar oom Michael I. Op 15-jarige leeftijd kwam ze echter weer terug aan de macht. |
| María Isabel                  | 1995          | Spaans         | Zangeres                                        | Won op 9-jarige leeftijd het Junior Eurovisiesongfestival met Antes muerta que sencilla.                                                                                |
| Francesco Marto               | 1908          | Portugees      | Rooms-katholiek zalige                          | Kreeg op 8-jarige leeftijd een Mariaverschijning. |
| Jacinta Marto                 | 1910          | Portugees      | Rooms-katholiek zalige                          | Kreeg op 7-jarige leeftijd een Mariaverschijning. |
| Jesse McCartney               | 1987          | Amerikaans     | Acteur en zanger                                | Werd op 11-jarige leeftijd bekend door zijn rol in de soapserie All my children. Op 17-jarige leeftijd breekt hij door met de hit Beautiful soul.                       |
| Mehmed II                     | 1432          | Ottomaans      | Sultan van het Ottomaanse Rijk                  | Werd op 12-jarige leeftijd sultan van het Ottomaanse Rijk. Twee jaar daarna deed hij vrijwillig tijdelijk afstand van de troon ten gunste van zijn vader Murad II.      |
| Tom Morley                    | 1993          | Brits          | Zanger                                          | Nam op 10-jarige leeftijd deel aan het Junior Eurovisiesongfestival met My song to the world.                                                                           |
| Danny de Munk                 | 1970          | Nederlands     | Acteur en zanger                                | Speelde op 12-jarige leeftijd de hoofdrol in Ciske de Rat en behaalde met de titelsong Ik voel me zo verdomd alleen een nummer 1-hit.                                   |
| Aleksej Nikolajevitsj Romanov | 1904          | Russisch       | Tsarevitsj                                      | Werd op 13-jarige leeftijd geëxecuteerd als laatste tsarevitsj. |
| Philippus II                  | 237           | Romeins        | Romeins keizer                                  | Werd op ± 10-jarige leeftijd medekeizer van Rome naast zijn vader Philippus de Arabier. Hij en zijn vader werden twee jaar later vermoord.                              |
| Ptolemaeus VI Philometor      | ± 191 v.Chr.  | Egyptisch      | Koning van Egypte                               | Werd op ± 12-jarige leeftijd koning van Egypte. |
| Daniel Radcliffe              | 1989          | Engels         | Acteur                                          | Werd op 10-jarige leeftijd gecast voor de rol van Harry Potter in de Harry Potter-films.                                                                                |
| Rama VIII                     | 1925          | Thai           | Koning van Thailand                             | Werd op 9-jarige leeftijd koning van Thailand. |
| Christina Ricci               | 1980          | Amerikaans     | Actrice                                         | Werd op 11-jarige leeftijd gecast voor de rol van Wednesday Addams in The Addams Family (1991)                                                                          |
| Richard II                    | 1367          | Engels         | Koning van Engeland                             | Werd op 10-jarige leeftijd koning van Engeland. |
| Romulus                       | 465           | Romeins        | Romeins keizer                                  | Werd op ± 10-jarige leeftijd Romeins keizer. Hij werd 10 maanden later afgezet.                                                                                         |
| Lucia dos Santos              | 1907          | Portugees      | Herderskind                                     | Kreeg op 10-jarige leeftijd een Mariaverschijning. |
| Sayri Túpac                   | ± 1535        | Inca           | Inca heerser                                    | Werd op ± 10-jarige leeftijd Inca-heerser (Sapa Inca). |
| Senna Sitalsing               | 1999          | Nederlands     | Zangeres                                        | Won op 10-jarige leeftijd met Anna Lagerweij in 2010 het Junior Songfestival en deed vervolgens, als 11-jarige, mee aan Junior Eurovisiesongfestival 2010.              |
| Jantje Smit                   | 1985          | Nederlands     | Zanger                                          | Brak op 10-jarige leeftijd door met Mama (met BZN). |
| Mattie Stepanek               | 1990          | Amerikaans     | Dichter                                         | Publiceerde op 11-jarige leeftijd de dichtbundel Heartsongs. |
| Theodosius II                 | 401           | Byzantijns     | Keizer van Byzantium                            | Werd op 7-jarige leeftijd keizer van Byzantium. |
| Toetanchamon                  | ± 1342 v.Chr. | Egyptisch      | Farao                                           | Werd op 9-jarige leeftijd farao. |
| Tonya                         | 1995          | Belgisch       | Zangeres                                        | Werd op 8-jarige leeftijd tweede bij Eurosong for kids met Hé, doe maar mee.                                                                                            |
| Wanli                         | 1563          | Chinees        | Keizer van China                                | Werd op 8-jarige leeftijd keizer van China. |
| Emma Watson                   | 1990          | Engels         | Actrice                                         | Werd op 10-jarige leeftijd gecast voor de rol van Hermelien Griffel in de Harry Potter-films.                                                                           |
| Wilhelmina                    | 1880          | Nederlands     | Koningin der Nederlanden                        | Werd op 10-jarige leeftijd koningin der Nederlanden. |
| Willem de Veroveraar          | ± 1027        | Frans          | Hertog van Normandië                            | Werd op 7-jarige leeftijd hertog van Normandië. |
| Willem van Oranje             | 1533          | Rooms-Duits    | Prins van Oranje                                | Werd op 11-jarige leeftijd prins van Oranje. |
| Wilma                         | 1957          | Nederlands     | Zangeres                                        | Brak op 11-jarige leeftijd door met Heintje (bau ein Schloß für mich).                                                                                                  |
| Władysław III                 | 1424          | Pools          | Koning van Polen                                | Werd op 9-jarige leeftijd koning van Polen. Zes jaar later werd hij ook koning van Hongarije.                                                                           |
| Zhengtong                     | 1427          | Chinees        | Keizer van China                                | Werd op 7-jarige leeftijd keizer van China. |

## Bekende tieners (13-17 jaar)
| Naam                     | Geb.         | Nationaliteit                   | Bekend als                                      | Wapenfeit |
| ------------------------ | ------------ | ------------------------------- | ----------------------------------------------- | --- |
| Isabelle A               | 1975         | Belgisch                        | Zangeres                                        | Brak op 15-jarige leeftijd door met Hé, lekker beest. |
| Aaliyah                  | 1979         | Amerikaans                      | Zangeres en actrice                             | Brak op 15-jarige leeftijd door met Back & forth. |
| Abdülmecit               | 1823         | Ottomaans                       | Sultan van het Ottomaanse Rijk                  | Werd op 16-jarige leeftijd sultan van het Ottomaanse Rijk. |
| Akbar de Grote           | 1542         | Indische                        | Heerser over het Mogolrijk                      | Werd op ± 13-jarige leeftijd heerser over het Mogolrijk. |
| Freddy Adu               | 1989         | Amerikaans                      | Voetballer                                      | Debuteerde op 14-jarige leeftijd in de Major League Soccer voor DC United. |
| Ahmed I                  | 1590         | Ottomaans                       | Sultan van het Ottomaanse Rijk                  | Werd op 13-jarige leeftijd sultan van het Ottomaanse Rijk. |
| Antinoüs                 | ± 111        | Grieks                          | Geliefde van Hadrianus                          | Vergezelde vanaf ± 13-jarige leeftijd de Romeinse keizer Hadrianus bij zijn reizen. |
| Arnulf III               | 1055         | Vlaams                          | Graaf van Vlaanderen                            | Werd op ± 14-jarige leeftijd graaf van Vlaanderen. Een jaar later sneuvelde hij in de slag bij Kassel. |
| Tracy Austin             | 1962         | Amerikaans                      | Tennisster                                      | Won op 16-jarige leeftijd de US Open. |
| Etienne Bacrot           | 1983         | Frans                           | Schaker                                         | Werd op 14-jarige leeftijd grootmeester. |
| Boris Becker             | 1967         | Duits                           | Tennisser                                       | Won op 17-jarige leeftijd Wimbledon. |
| Bernadette van Lourdes   | 1844         | Frans                           | Rooms-katholiek heilige                         | Kreeg op 14-jarige leeftijd een Mariaverschijning. |
| Beyoncé                  | 1981         | Amerikaans                      | Zangeres (Destiny's Child)                      | Brak op 16-jarige leeftijd als lid van Destiny's Child door met No, no, no part 2. |
| Billy the Kid            | 1860         | Amerikaans                      | Misdadiger                                      | Vermoordde vanaf ± 16-jarige leeftijd 21 mensen. |
| Bořivoj I                | ± 853        | Boheems                         | Hertog van Bohemen                              | Werd op ± 17-jarige leeftijd hertog van Bohemen. |
| Anthony Vanden Borre     | 1987         | Belgisch                        | Voetballer                                      | Debuteerde op 16-jarige leeftijd in de Eerste klasse voor RSC Anderlecht. |
| Brandy                   | 1979         | Amerikaans                      | Zangeres en actrice                             | Brak op 15-jarige leeftijd door met I wanna be down. |
| Keisha Buchanan          | 1984         | Brits                           | Zangeres (Sugababes)                            | Brak op 15-jarige leeftijd als lid van Sugababes door met Overload. |
| Mutya Buena              | 1985         | Brits                           | Zangeres (Sugababes)                            | Brak op 15-jarige leeftijd als lid van Sugababes door met Overload. |
| Carola                   | 1966         | Zweeds                          | Zangeres                                        | Nam op 16-jarige leeftijd deel aan het Eurovisiesongfestival met Främling. |
| Magnus Carlsen           | 1990         | Noors                           | Schaker                                         | Werd op 13-jarige leeftijd grootmeester. |
| Chenghua                 | 1447         | Chinees                         | Keizer van China                                | Werd op 16-jarige leeftijd keizer van China. |
| Chongzhen                | 1611         | Chinees                         | Keizer van China                                | Werd op 16-jarige leeftijd keizer van China. |
| Christiaan VII           | 1749         | Deens                           | Koning van Denemarken en Noorwegen              | Werd op 17-jarige leeftijd koning van Denemarken en Noorwegen. |
| Gigliola Cinquetti       | 1947         | Italiaans                       | Zangeres                                        | Won op 16-jarige leeftijd het Eurovisiesongfestival met Non ho l'età. |
| Jelle Cleymans           | 1985         | Belgisch                        | Acteur en zanger (Spring)                       | Speelde op 17-jarige leeftijd de rol van Evert in Spring. |
| Commodus                 | 161          | Romeins                         | Romeins keizer                                  | Werd op ± 15-jarige leeftijd medekeizer van Rome naast zijn vader Marcus Aurelius. |
| Constans                 | 320          | Romeins                         | Romeins keizer                                  | Werd op ± 17-jarige leeftijd Romeins keizer naast zijn broers Constantius II en Constantijn II. |
| Jeanne d'Arc             | 1412         | Frans                           | Legeraanvoerster                                | Leidde op 17-jarige leeftijd de Franse troepen waarna de Engelsen het beleg van Orléans opgaven. |
| Laura Dekker             | 1995         | Nederlands/Duits/Nieuw-Zeelands | Solozeilster                                    | Kwam op 14-jarige leeftijd in het nieuws met een interview waarin ze had aangekondigd als jongste solozeilster rond de wereld te zeilen. Na een aantal gewonnen rechtszaken begon ze haar zeiltocht in augustus 2010 |
| Trea Dobbs               | 1947         | Nederlands                      | Zangeres                                        | Brak op 17-jarige leeftijd door met Parel van de Zuidzee. |
| Siobhan Donaghy          | 1983         | Brits                           | Zangeres (Sugababes)                            | Brak op 17-jarige leeftijd als lid van Sugababes door met Overload. |
| Hilary Duff              | 1987         | Amerikaans                      | Actrice en zangeres                             | Speelde op 13-jarige leeftijd de titelrol in de serie Lizzie McGuire. Twee jaar later brak ze als zangeres door met So yesterday.                                                                                    |
| Edgar                    | 942          | Engels                          | Koning van Engeland                             | Werd op ± 17-jarige leeftijd koning van Engeland. |
| Eduard III               | 1312         | Engels                          | Koning van Engeland                             | Werd op 14-jarige leeftijd koning van Engeland. |
| Eduard de Martelaar      | 962          | Engels                          | Koning van Engeland                             | Werd op ± 13-jarige leeftijd koning van Engeland. Drie of vier jaar later werd hij vermoord. |
| Edwy                     | 941          | Engels                          | Koning van Engeland                             | Werd op 13-jarige leeftijd koning van Engeland. |
| Elagabalus               | ± 203        | Romeins                         | Romeins keizer                                  | Werd op ± 15-jarige leeftijd Romeins keizer. |
| Eleonora                 | ± 1122       | Frans                           | Hertogin van Aquitanië                          | Werd op 15-jarige leeftijd hertogin van Aquitanië. 3½ maand later werd ze door haar huwelijk met Lodewijk VII koningin van Frankrijk.                                                                                |
| Erik I                   | ± 885        | Noors                           | Koning van Noorwegen                            | Werd op ± 15-jarige leeftijd koning van Noorwegen. |
| Marianne Faithfull       | 1946         | Brits                           | Zangeres                                        | Brak op 17-jarige leeftijd door met As tears go by. |
| Faroek I                 | 1920         | Egyptisch                       | Koning van Egypte                               | Werd op 16-jarige leeftijd koning van Egypte. |
| Ferdinand IV             | 1633         | Hongaars                        | Koning van Bohemen en Hongarije                 | Werd op ± 12-jarige leeftijd koning van Bohemen en op ± 13-jarige leeftijd koning van Hongarije. |
| Filips II                | 1165         | Frans                           | Koning van Frankrijk                            | Werd op 14-jarige leeftijd medekoning van Frankrijk naast zijn vader Lodewijk VII. Een jaar later volgde hij hem op als koning.                                                                                      |
| Filips IV                | 1268         | Frans                           | Koning van Frankrijk                            | Werd op ± 17-jarige leeftijd koning van Frankrijk. |
| Filips IV                | 1605         | Spaans                          | Koning van Spanje en Portugal                   | Werd op 15-jarige leeftijd koning van Spanje en Portugal. |
| Filips V                 | 1683         | Frans                           | Hertog van Luxemburg                            | Werd op 16-jarige leeftijd hertog van Luxemburg. |
| Bobby Fischer            | 1943         | Amerikaans                      | Schaker                                         | Werd op 15-jarige leeftijd grootmeester. |
| Anne Frank               | 1929         | staatloos                       | Dagboekschrijfster                              | Begon op 13-jarige leeftijd aan haar dagboek dat na haar dood uitgegeven zou worden als Het Achterhuis. |
| Frans II                 | 1544         | Frans                           | Koning van Frankrijk                            | Werd op 15-jarige leeftijd koning van Frankrijk. Hij overleed 1½ jaar later. |
| France Gall              | 1947         | Frans                           | Zangeres                                        | Won op 17-jarige leeftijd namens Luxemburg het Eurovisiesongfestival met Poupée de cire, poupée de son. |
| Fulco V                  | 1092         | Frans                           | Graaf van Anjou en Maine                        | Werd op ± 17-jarige leeftijd graaf van Anjou en Maine. |
| Godfried V               | 1113         | Frans                           | Graaf van Anjou en Maine                        | Werd op ± 16-jarige leeftijd graaf van Anjou en Maine. |
| Gordianus III            | 225          | Romeins                         | Romeins keizer                                  | Werd op 13-jarige leeftijd Romeins keizer. |
| Glennis Grace            | 1978         | Nederlands                      | Zangeres                                        | Won op 16-jarige leeftijd de Soundmixshow als Whitney Houston. |
| Jane Grey                | 1537         | Brits                           | Koningin van Engeland                           | Werd op 15-jarige leeftijd koningin van Engeland, maar trad na negen dagen weer af. |
| Gendün Gyatso            | 1475         | Tibetaans                       | 2e dalai lama                                   | Werd op 17-jarige leeftijd aangewezen als de reïncarnatie van Gendün Drub. |
| Tsangyang Gyatso         | 1683         | Tibetaans                       | 6e dalai lama                                   | Werd op 15-jarige leeftijd aangewezen als de reïncarnatie van Ngawang Lobsang Gyatso. |
| Dániel Gyurta            | 1989         | Hongaars                        | Zwemmer                                         | Won op 15-jarige leeftijd een zilveren medaille op de Olympische Spelen op het onderdeel 200 meter schoolslag. |
| Haakon I                 | ± 920        | Noors                           | Koning van Noorwegen                            | Werd op ± 14-jarige leeftijd koning van Noorwegen. |
| Alyson Hannigan          | 1974         | Amerikaans                      | Actrice                                         | Werd op 14-jarige leeftijd gecast in de komische sciencefictionfilm My Stepmother Is an Alien. |
| Harmodius                | ± 530 v.Chr. | Grieks                          | Tirannendoder                                   | Pleegde op ± 15-jarige leeftijd een moordaanslag op Hippias en Hipparchus, die alleen Hippias overleefde. Na de moordaanslag werd hij gedood door een lijfwacht van Hippias.                                         |
| Hendrik II               | 1155         | Engels                          | Koning van Engeland                             | Werd op 15-jarige leeftijd koning van Engeland. |
| Hendrik III              | 1070         | Luxemburgs                      | Graaf van Luxemburg                             | Werd op ± 16-jarige leeftijd graaf van Luxemburg. |
| Hendrik VIII             | 1491         | Engels                          | Koning van Engeland                             | Werd op 17-jarige leeftijd koning van Engeland. |
| Martina Hingis           | 1980         | Zwitsers                        | Tennisster                                      | Won op 15-jarige leeftijd het vrouwen dubbel op Wimbledon. |
| Hoessein                 | 1935         | Jordaans                        | Koning van Jordanië                             | Werd op 16-jarige leeftijd koning van Jordanië. |
| Hongzhi                  | 1470         | Chinees                         | Keizer van China                                | Werd op 17-jarige leeftijd keizer van China. |
| Mandy Huydts             | 1969         | Nederlands                      | Zangeres (Frizzle Sizzle)                       | Nam op 17-jarige leeftijd als lid van Frizzle Sizzle deel aan het Eurovisiesongfestival met Alles heeft ritme. |
| Janis Ian                | 1951         | Amerikaans                      | Zangeres                                        | Brak op 16-jarige leeftijd door met Society's child (Baby I've been thinking. Ze schreef dit nummer al op 14-jarige leeftijd.                                                                                        |
| Jermaine Jackson         | 1954         | Amerikaans                      | Zanger (The Jackson 5)                          | Brak op 14-jarige leeftijd als lid van The Jackson 5 door met I want you back. |
| Jacobus IV               | 1473         | Schots                          | Koning van Schotland                            | Werd op 15-jarige leeftijd koning van Schotland. |
| Jamaï                    | 1986         | Nederlands                      | Zanger                                          | Won op 16-jarige leeftijd Idols 1. |
| Jan de Blinde            | 1296         | Luxemburgs                      | Koning van Bohemen en graaf van Luxemburg       | Werd op ± 13-jarige leeftijd koning van Bohemen en graaf van Luxemburg. |
| Jiajing                  | 1507         | Chinees                         | Keizer van China                                | Werd op 13-jarige leeftijd keizer van China. |
| Jim                      | 1987         | Nederlands                      | Zanger                                          | Werd op 15-jarige leeftijd tweede bij Idols 1. |
| Joachim Ernst            | 1901         | Duits                           | Hertog van Anhalt                               | Werd op 17-jarige leeftijd hertog van Anhalt. Twee maanden later werden hij en zijn waarnemende oom Aribert afgezet tijdens de Novemberrevolutie.                                                                    |
| Johan VI                 | ± 1374       | Nederlands                      | Prins-bisschop van Luik                         | Werd op ± 15-jarige leeftijd prins-bisschop van Luik. |
| Johanna II               | 1311         | Navarrees                       | Koningin van Navarra                            | Werd op ± 16-jarige leeftijd koningin van Navarra. |
| JoJo                     | 1990         | Amerikaans                      | Zangeres                                        | Brak op 13-jarige leeftijd door met Leave (Get out). |
| Karel                    | 1270         | Frans                           | Graaf van Valois                                | Werd op ± 16-jarige leeftijd graaf van Valois. |
| Karel I                  | 1500         | Nederlands                      | Koning van Spanje                               | Werd op 16-jarige leeftijd koning van Spanje. |
| Karel VIII               | 1470         | Frans                           | Koning van Frankrijk                            | Werd op 13-jarige leeftijd koning van Frankrijk. |
| Karel XII                | 1682         | Zweeds                          | Koning van Zweden                               | Werd op 14-jarige leeftijd koning van Zweden. |
| Gata Kamsky              | 1974         | Russisch                        | Schaker                                         | Werd op 16-jarige leeftijd grootmeester. |
| Sandra Kim               | 1972         | Belgisch                        | Zangeres                                        | Won op 13-jarige leeftijd het Eurovisiesongfestival met J'aime la vie. |
| Knoet III                | ± 1018       | Deens                           | Koning van Denemarken                           | Werd op ± 16-jarige leeftijd koning van Denemarken. |
| Joeri Koezoebov          | 1990         | Oekraïens                       | Schaker                                         | Werd op 14-jarige leeftijd grootmeester. |
| Humpy Koneru             | 1987         | Indiaas                         | Schaakster                                      | Werd op 14-jarige leeftijd grootmeester. |
| Aleksandra Kostenjoek    | 1984         | Russisch                        | Schaakster                                      | Werd op 14-jarige leeftijd grootmeester. |
| Avril Lavigne            | 1984         | Canadees                        | Zangeres                                        | Brak op 17-jarige leeftijd door met Complicated. |
| Vicky Leandros           | 1952         | Grieks                          | Zangeres                                        | Nam op 14-jarige leeftijd namens Luxemburg deel aan het Eurovisiesongfestival met L'amour est bleu. |
| Péter Lékó               | 1979         | Hongaars                        | Schaker                                         | Werd op 14-jarige leeftijd grootmeester. |
| Leopold I                | 1640         | Oostenrijks                     | Koning van Hongarije en Bohemen                 | Werd op ± 14-jarige leeftijd koning van Hongarije en op ± 15-jarige leeftijd koning van Bohemen. |
| Leopold I                | 1676         | Pruisisch                       | Vorst van Anhalt-Dessau                         | Werd op 17-jarige leeftijd vorst van Anhalt-Dessau. |
| Verona van de Leur       | 1985         | Nederlands                      | Turnster                                        | Won op 15-jarige leeftijd het Nederlands kampioenschap turnen. |
| Lodewijk I               | 1707         | Spaans                          | Koning van Spanje                               | Werd op 16-jarige leeftijd koning van Spanje. Hij overleed 7½ maand later aan de pokken. |
| Lodewijk I               | 1289         | Frans                           | Koning van Navarra                              | Werd op 15-jarige leeftijd koning van Navarra. |
| Lodewijk III             | 1403         | Frans                           | Graaf van Provence en hertog van Anjou en Maine | Werd op ± 13-jarige leeftijd graaf van Provence en hertog van Anjou en Maine. |
| Lodewijk VII             | 1120         | Frans                           | Koning van Frankrijk                            | Werd op ± 17-jarige leeftijd koning van Frankrijk. |
| Margaretha               | 1273         | Frans                           | Gravin van Anjou en Maine                       | Werd op ± 17-jarige leeftijd gravin van Anjou en Maine. |
| Maria Adelheid           | 1894         | Luxemburgs                      | Groothertogin van Luxemburg                     | Werd op 17-jarige leeftijd groothertogin van Luxemburg. |
| Matthias                 | 1443         | Hongaars                        | Koning van Hongarije                            | Werd op 15-jarige leeftijd koning van Hongarije. |
| Millie                   | 1946         | Jamaicaans                      | Zangeres                                        | Brak op 17-jarige leeftijd door met My boy lollipop. |
| Monica                   | 1980         | Amerikaans                      | Zangeres                                        | Brak op 14-jarige leeftijd door met Don't take it personal (Just one of dem days). |
| Hikaru Nakamura          | 1987         | Amerikaans                      | Schaker                                         | Werd op 15-jarige leeftijd grootmeester. |
| Nero                     | 37           | Romeins                         | Romeins keizer                                  | Werd op 16-jarige leeftijd Romeins keizer. |
| Nicole                   | 1964         | Duits                           | Zangeres                                        | Won op 17-jarige leeftijd het Eurovisiesongfestival met Ein bißchen Frieden. |
| Fernand Nisot            | 1895         | Belgisch                        | Voetballer                                      | Speelde op 16-jarige in het Belgisch voetbalelftal. |
| Stacie Orrico            | 1986         | Amerikaans                      | Zangeres                                        | Brak op 17-jarige leeftijd door met Stuck. |
| Federica Pellegrini      | 1988         | Italiaans                       | Zwemster                                        | Won op 16-jarige leeftijd een zilveren medaille op de Olympische Spelen op het onderdeel 200 meter vrije slag. |
| Peter I                  | 1334         | Castiliaans                     | Koning van Castilië en León                     | Werd op 15-jarige leeftijd koning van Castilië en León. |
| Peter V                  | 1837         | Portugees                       | Koning van Portugal                             | Werd op 16-jarige leeftijd koning van Portugal. |
| Judit Polgár             | 1976         | Hongaars                        | Schaakster                                      | Werd op 15-jarige leeftijd grootmeester. |
| Roeslan Ponomarjov       | 1983         | Oekraïens                       | Schaker                                         | Werd op 14-jarige leeftijd grootmeester. |
| Cliff Richard            | 1940         | Brits                           | Zanger                                          | Brak op 17-jarige leeftijd door met Move it!. |
| Rihanna                  | 1988         | Barbadiaans                     | Zangeres                                        | Brak op 16-jarige leeftijd door met If it's lovin' that you want. |
| Arthur Rimbaud           | 1854         | Frans                           | Dichter                                         | Schreef op 15-jarige leeftijd het gedicht Ophélie. |
| LeAnn Rimes              | 1982         | Amerikaans                      | Zangeres                                        | Brak op 13-jarige leeftijd door met Blue en kreeg een jaar later de Grammy voor beste nieuwe artiest. |
| Kelly Rowland            | 1981         | Amerikaans                      | Zangeres (Destiny's Child)                      | Brak op 16-jarige leeftijd als lid van Destiny's Child door met No, no, no part 2. |
| Sancho II van Portugal   | 1209         | Portugese                       | koning van Portugal                             | Werd op 13-jarige leeftijd koning van Portugal. |
| Sancho IV van Navarra    | 1040         | Portugese                       | koning van                                      | Werd op ± 15-jarige leeftijd koning van Navarra. |
| Domenico Savio           | 1842         | Italiaans                       | leerling van Don Bosco                          | Stierf op 15-jarige leeftijd aan tuberculose. |
| Anny Schilder            | 1959         | Nederland                       | Zangeres                                        | Scoorde op 17-jarige leeftijd met BZN de nummer 1-hit Mon Amour. |
| Martina Schindler        | 1988         | Slowaaks                        | Zangeres                                        | Werd op 16-jarige leeftijd tweede bij Slovensko hľadá Superstar. |
| Laila Schou Nilsen       | 1919         | Noors                           | Sportvrouw                                      | Werd op 17-jarige leeftijd wereldkampioen schaatsen. |
| Severus Alexander        | 208          | Romeins                         | Romeins keizer                                  | Werd op 13-jarige leeftijd Romeins keizer. |
| Maria Sjarapova          | 1987         | Russisch                        | Tennisster                                      | Won op 17-jarige leeftijd Wimbledon. |
| Britney Spears           | 1981         | Amerikaans                      | Zangeres                                        | Brak op 16-jarige leeftijd door met ...Baby one more time. |
| Anna Speller             | 1984         | Nederlands                      | Zangeres (K-otic)                               | Was op 17-jarige leeftijd een van de winnaars van Starmaker. |
| Stefanus II              | 1101         | Hongaars                        | Koning van Hongarije                            | Werd op ± 14-jarige leeftijd koning van Hongarije. |
| Joss Stone               | 1987         | Brits                           | Zangeres                                        | Brak op 16-jarige leeftijd door met Fell in love with a boy. |
| Tess                     | 1991         | Nederlands                      | Zangeres                                        | Nam op 14-jarige leeftijd deel aan het Junior Eurovisiesongfestival met Stupid. |
| Justin Timberlake        | 1981         | Amerikaans                      | Zanger (*NSYNC)                                 | Brak op 17-jarige leeftijd als lid van *NSYNC door met I want you back. |
| Rachel Traets            | 1998         | Nederlands                      | Zangeres                                        | Won op 13-jarige leeftijd het Junior Songfestival 2011 met Ik ben een teenager. |
| Usher                    | 1978         | Amerikaans                      | Zanger en acteur                                | Brak op 15-jarige leeftijd door met Can U get wit it. |
| Ritchie Valens           | 1941         | Amerikaans                      | Zanger                                          | Brak op 17-jarige leeftijd door met Donna en La Bamba. |
| Ladislaus II             | 1456         | Pools                           | Koning van Bohemen                              | Werd op 15-jarige leeftijd koning van Bohemen. |
| Nyck de Vries            | 1995         | Nederlands                      | Autocoureur                                     | Brak op 13-jarige leeftijd door als kartkampioen. Sinds 2010 maakt hij onderdeel uit van het talentprogramma van McLaren.                                                                                            |
| Wenceslaus van Luxemburg | 1361         | Luxemburgs                      | Koning van Bohemen                              | Werd op 17-jarige leeftijd koning van Bohemen. |
| Wenceslaus I             | ± 907        | Boheems                         | Hertog van Bohemen                              | Werd op ± 14-jarige leeftijd hertog van Bohemen. |
| Wenceslaus I             | 1337         | Luxemburgs                      | Graaf van Luxemburg                             | Werd op ± 16-jarige leeftijd graaf van Luxemburg. Een jaar later werd hij tot hertog verheven. |
| Stevie Wonder            | 1950         | Amerikaans                      | Zanger                                          | Brak op 13-jarige leeftijd als Little Stevie Wonder door met "Fingertips - Pt 2". |
| Zhengde                  | 1491         | Chinees                         | Keizer van China                                | Werd op 13-jarige leeftijd keizer van China. |
| Kate Ziegler             | 1988         | Amerikaans                      | Zwemster                                        | Won op 17-jarige leeftijd twee gouden medailles op het wereldkampioenschap. |